# Franz Hanfstaengl
Franz Seraph Hanfstaengl (1. března 1804 Baiernrain u Bad Tölz – 18. dubna 1877 Mnichov) byl německý malíř, litograf a fotograf. Patří k průkopníkům fotografie.

## Život a dílo
Hanfstaengl pocházel z prosté rodiny a roku 1816 přišel na doporučení městského učitele do denní školy v Mnichově pod vedením Hermanna Josefa Mitterera. Byl vzdělán v litografii, přátelil s Aloisem Senefelderem a v období 1819–1825 studoval na Mnichovské Akademii výtvarných umění. Hanfstaengl získal popularitu jako portrétní litografik u Mnichovské společnosti, přičemž mu přezdívali „Graf Litho“. V roce 1833 založil v Mnichově vlastní litografické studio, které provozoval až do roku 1868, ke kterému později připojil tiskárnu výtvarného umění a v roce 1853 fotografickou dílnu.
Mezi lety 1835 a 1852 Hanfstängl vyprodukoval asi 200 litografických reprodukcí mistrovských děl z Drážďanské obrazové galerie a publikoval je. Později se stal dvorním fotografem a produkoval portréty významných osobností, mimo jiné mladého krále Ludvíka II. Bavorského, Ference Liszta, Otto von Bismarcka a císařovny Alžběty Rakouské. V Mnichově v roce 1858 u něho v ateliéru studoval francouzský fotograf Antoine Samuel Adam-Salomon. Jeho rukopis se velmi podobal rukopisu Franze Hanfstaengla, oba fotografové na snímcích při komponování v ateliéru využívají sloupu, drapérií v podobě visích látek nebo ležících ubrusů. U obou jsou oblíbené nařasené látky nebo pláště, které zabírají velkou část snímku.
Byl ovlivňován svým švagrem, rakouským lékařem, vynálezcem a politikem Norbertem Pfretzschnerem při vývoji fotografického suchého želatinového procesu v roce 1866. Byl ženatý s Franziskou Wegmeierovou (1809–1860), byl otcem Edgara Hanfstaengla a dědečkem Ernsta Hanfstaengla.

## Galerie děl

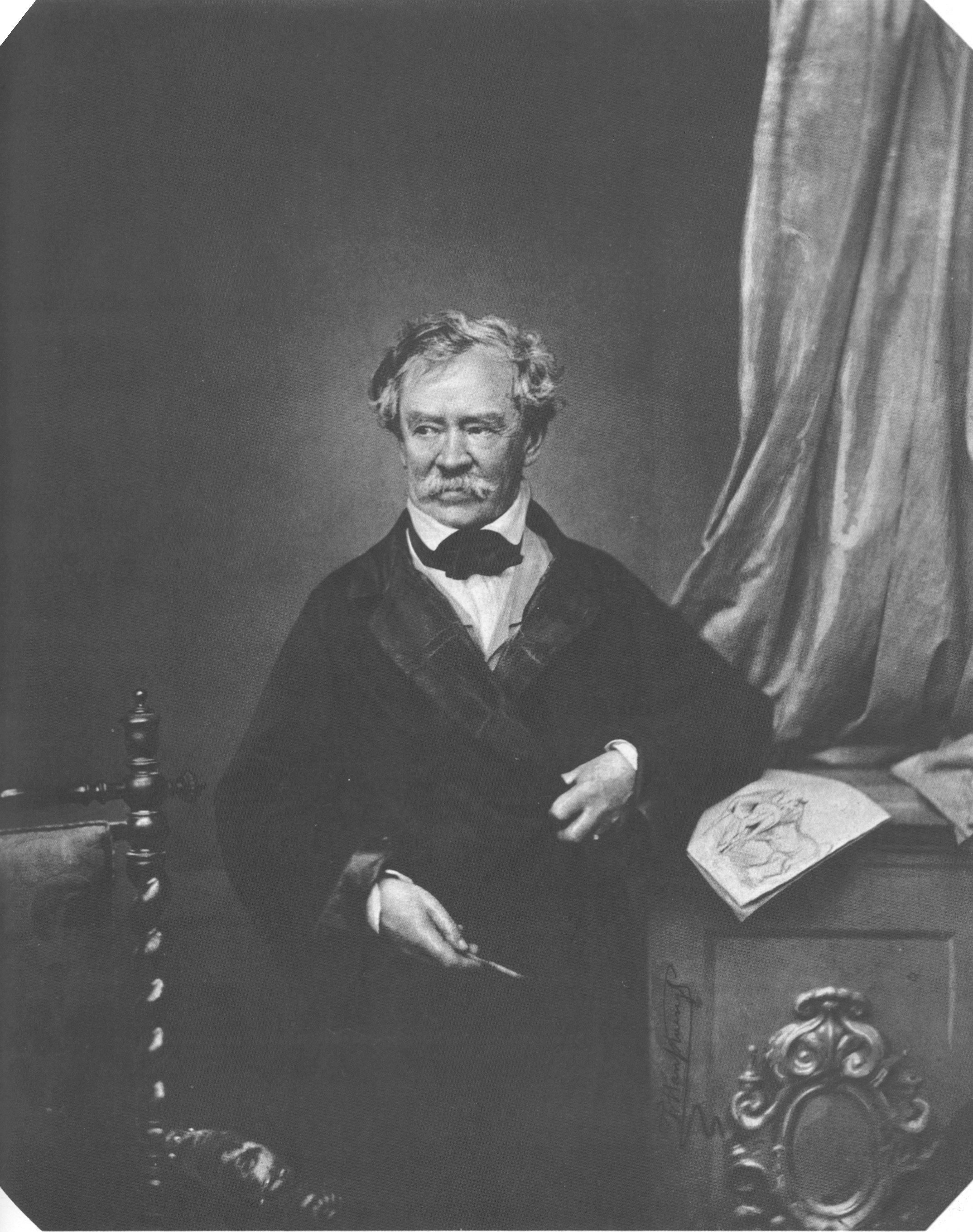
Albrecht Adam
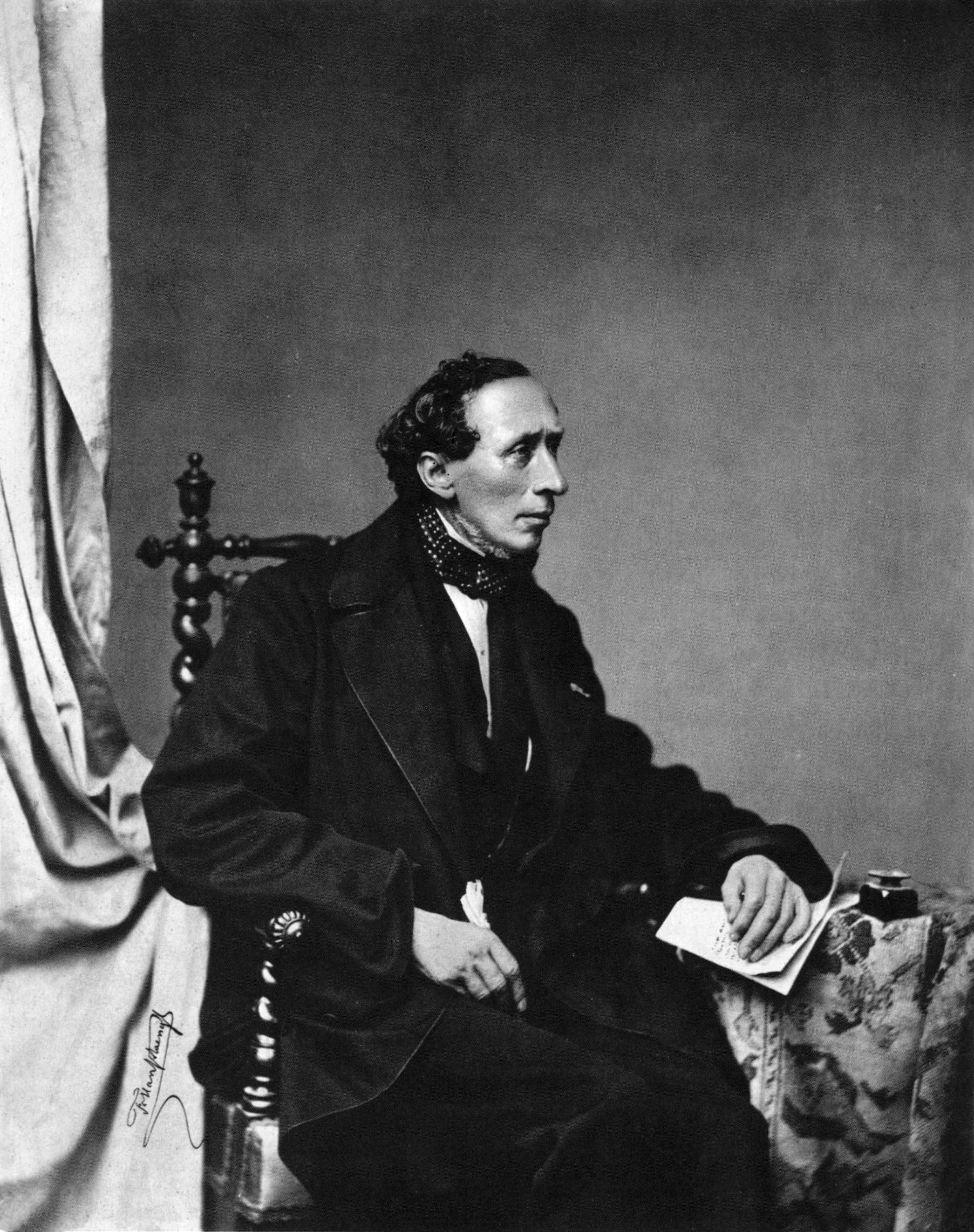
Hans Christian Andersen
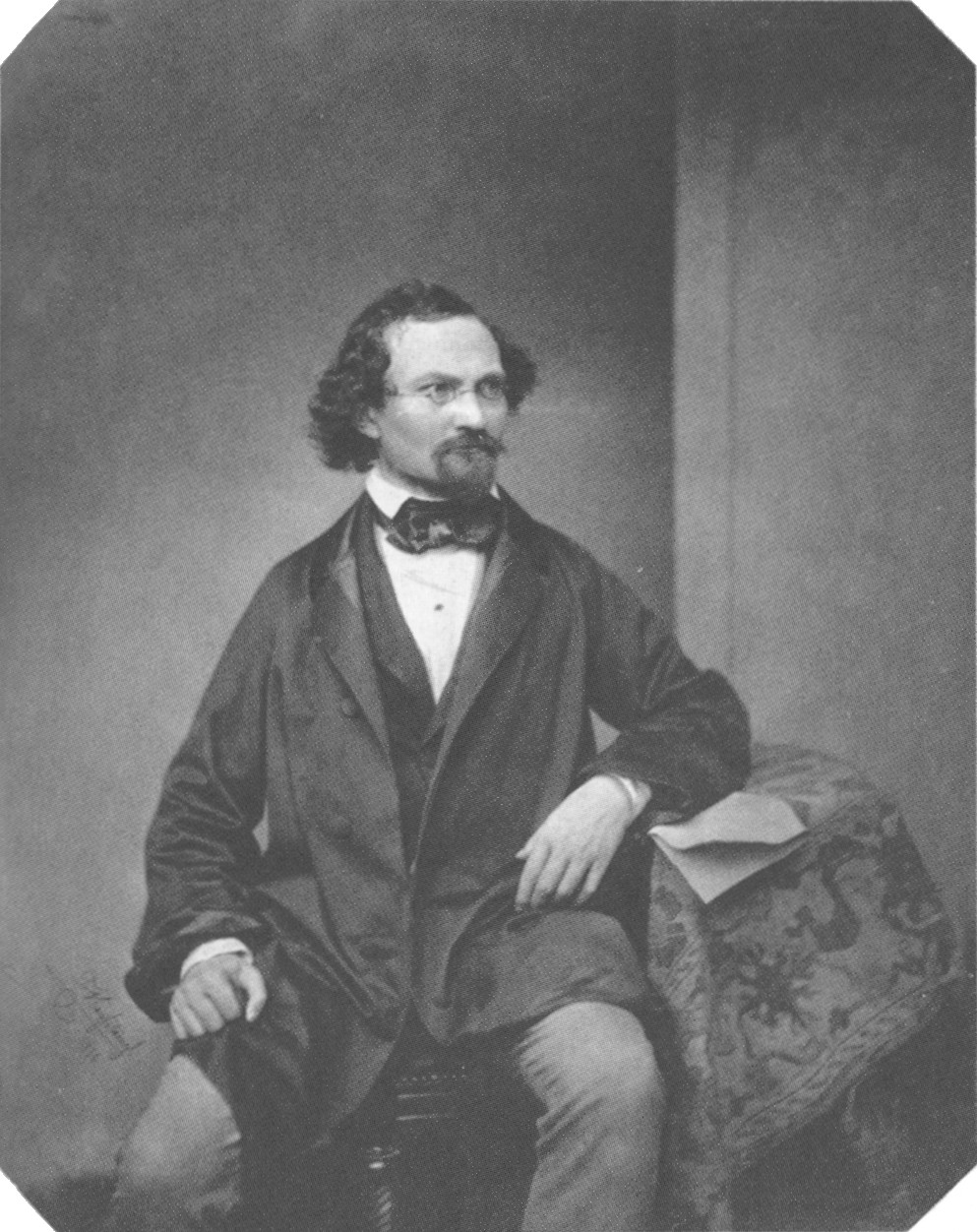
Friedrich von Bodenstedt
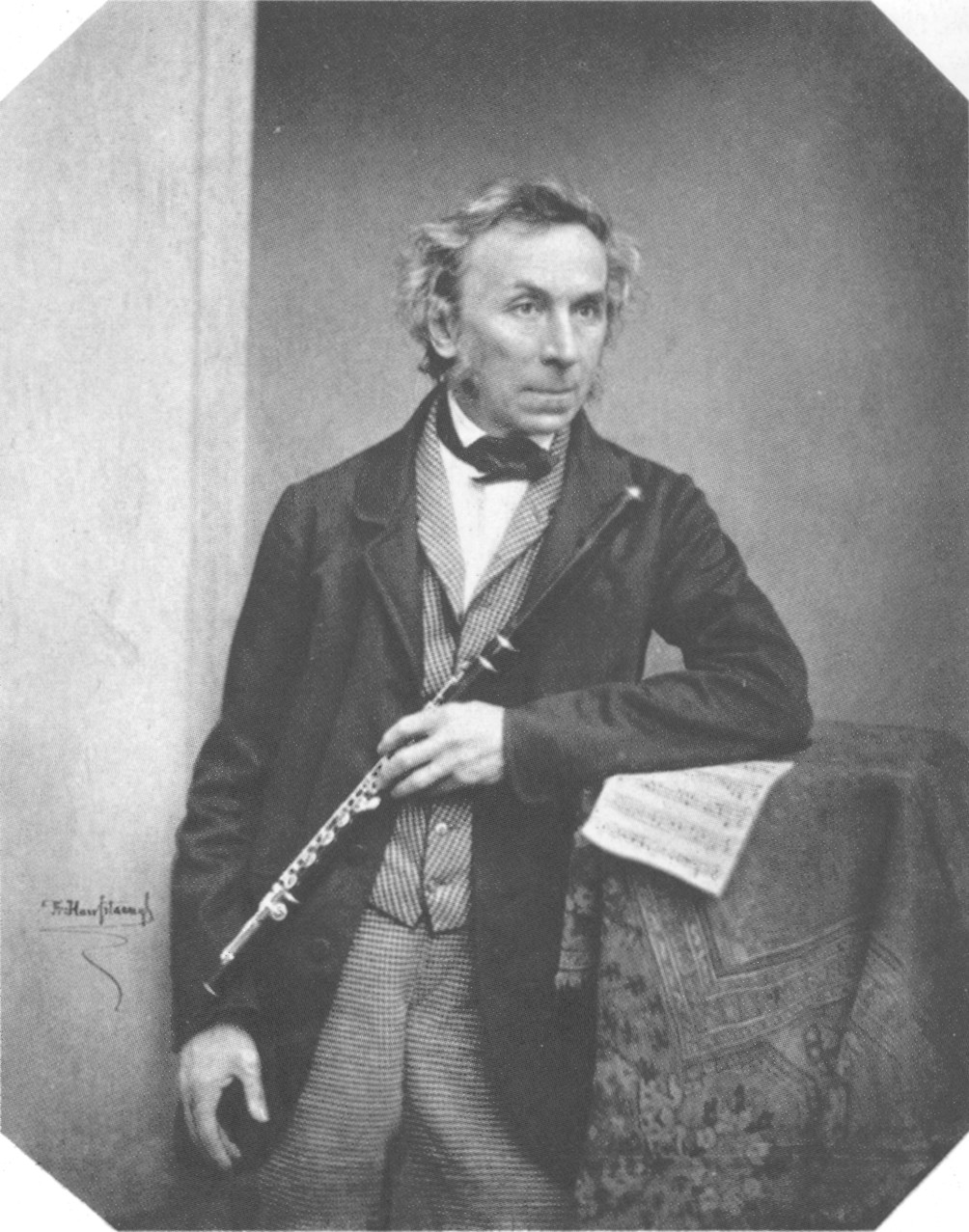
Theobald Böhm
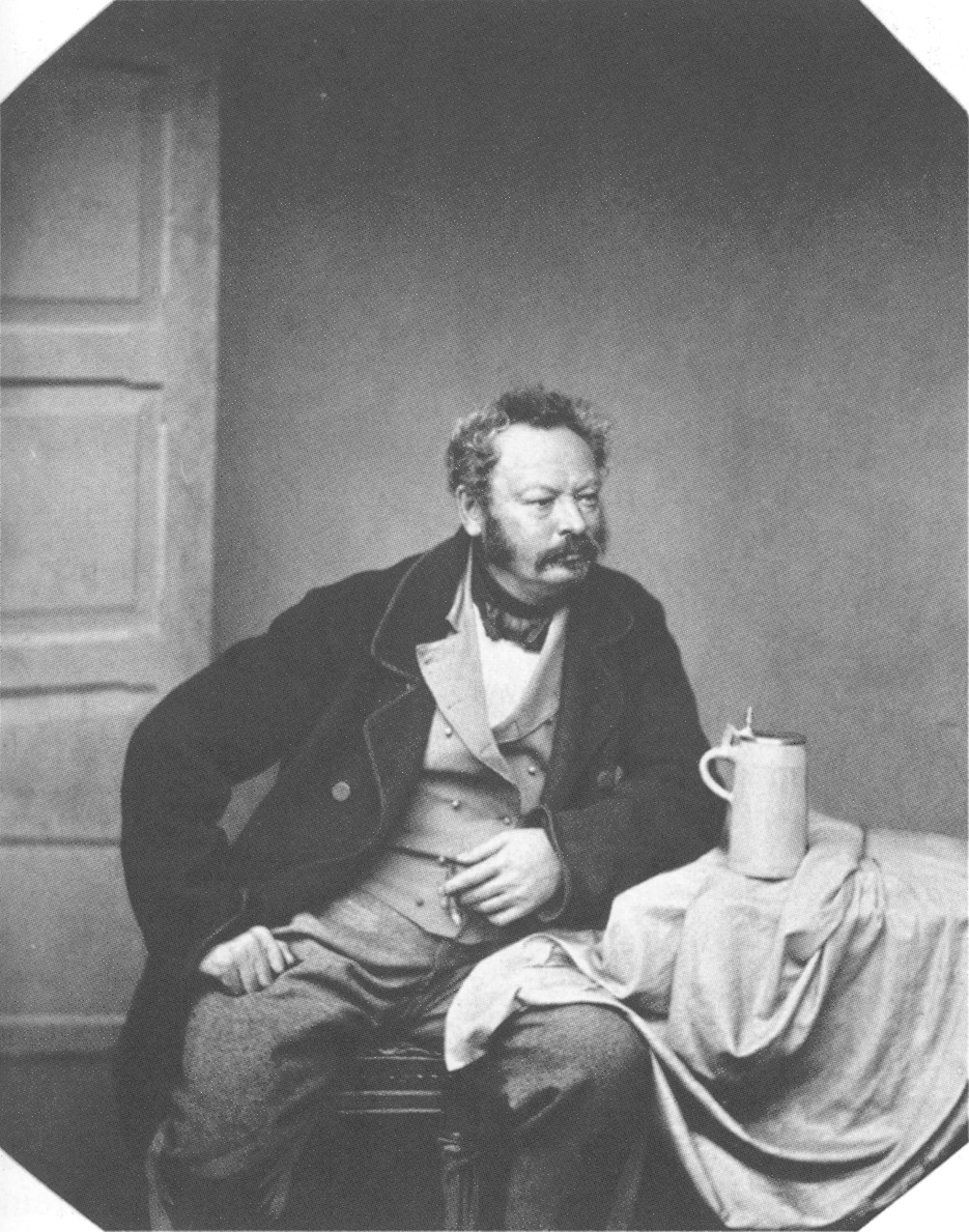
Heinrich Bürkel
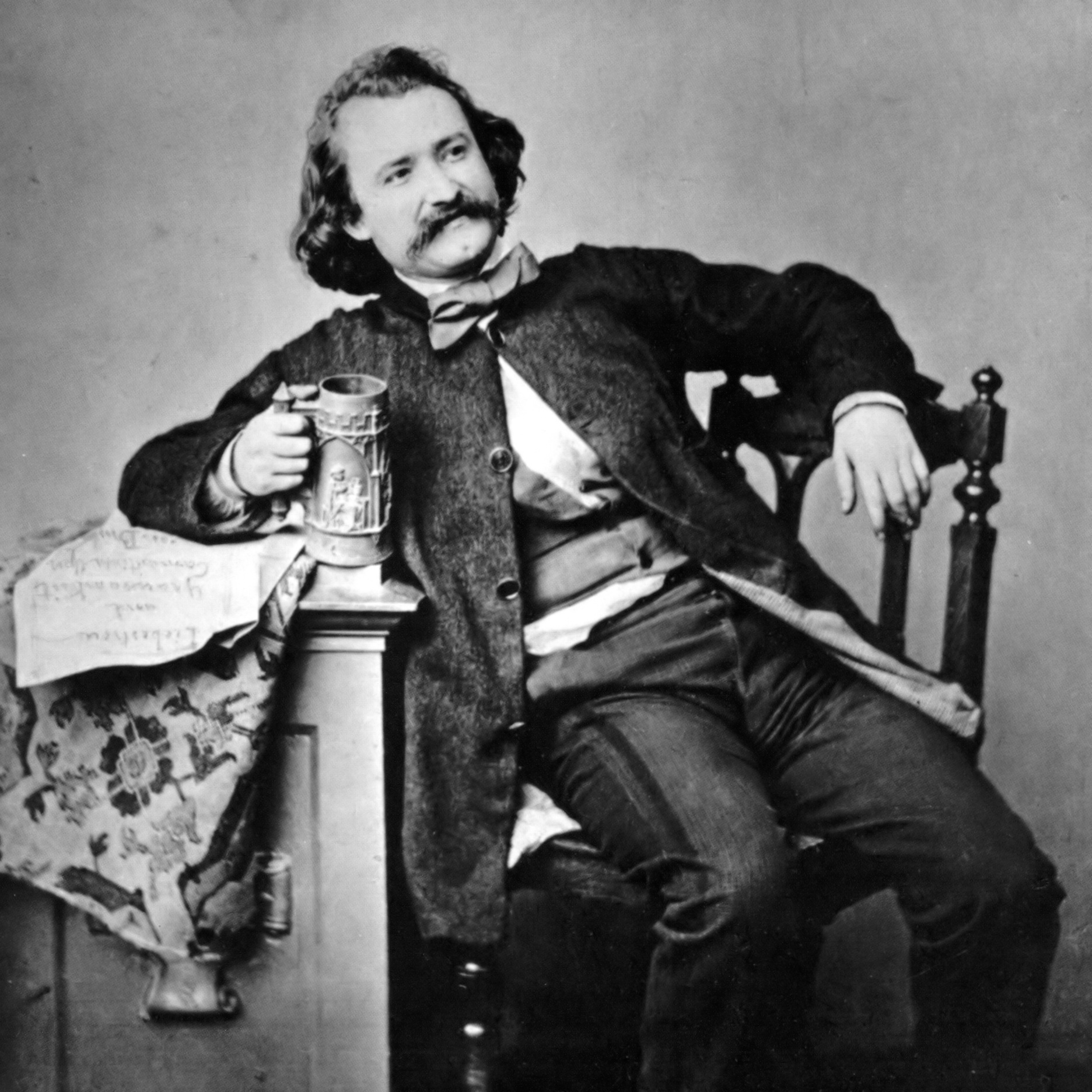
Wilhelm Busch
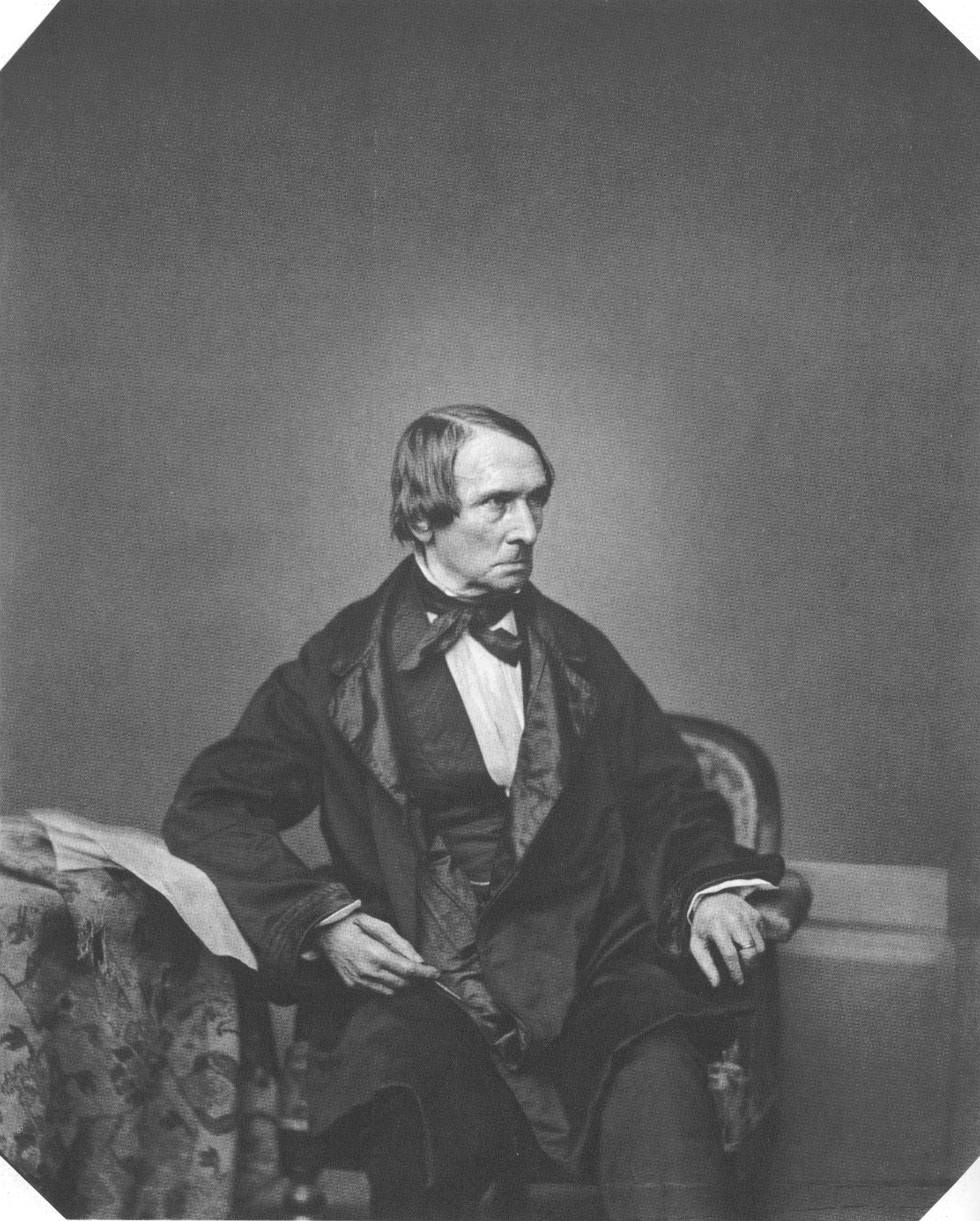
Peter von Cornelius
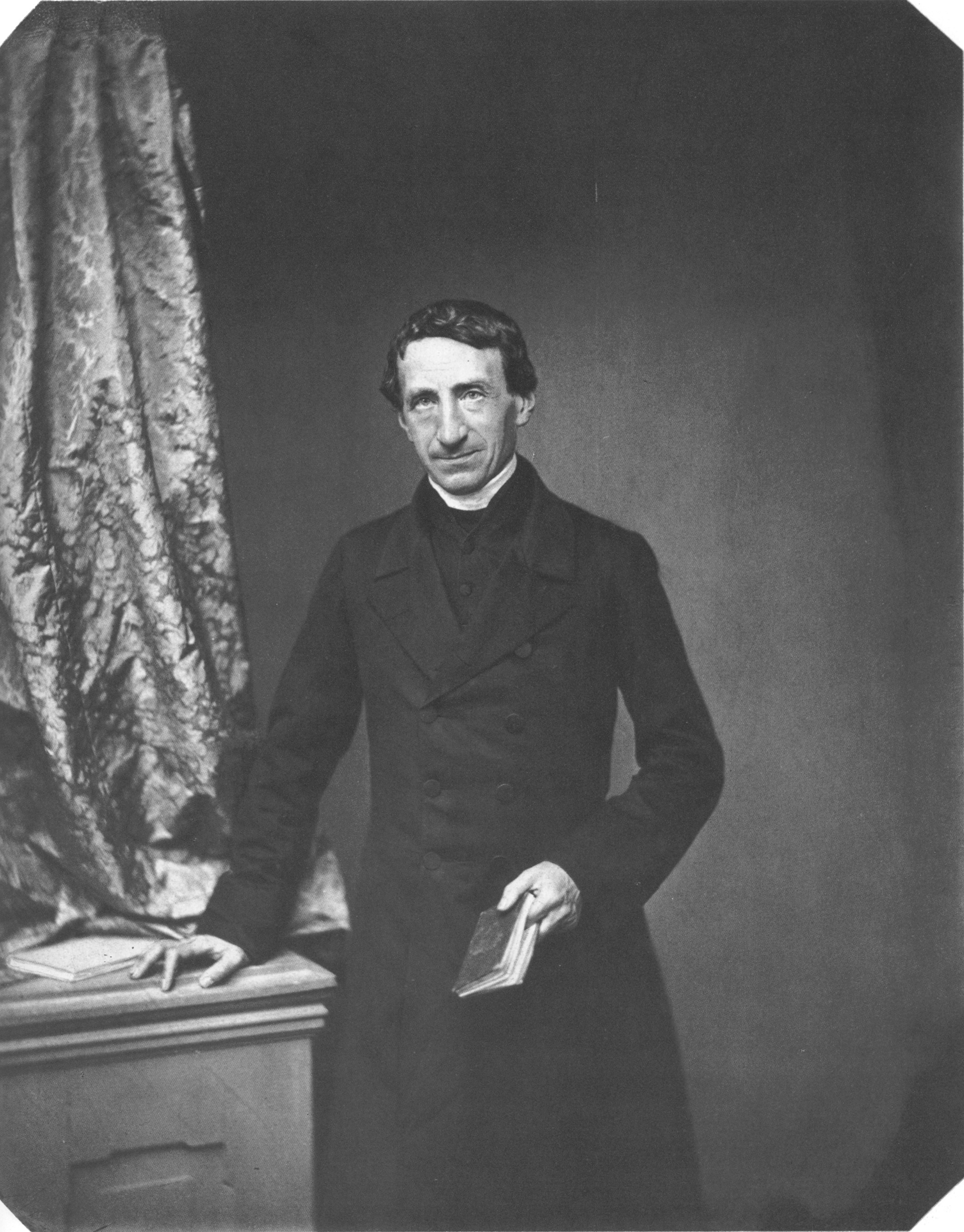
Ignatz von Döllinger
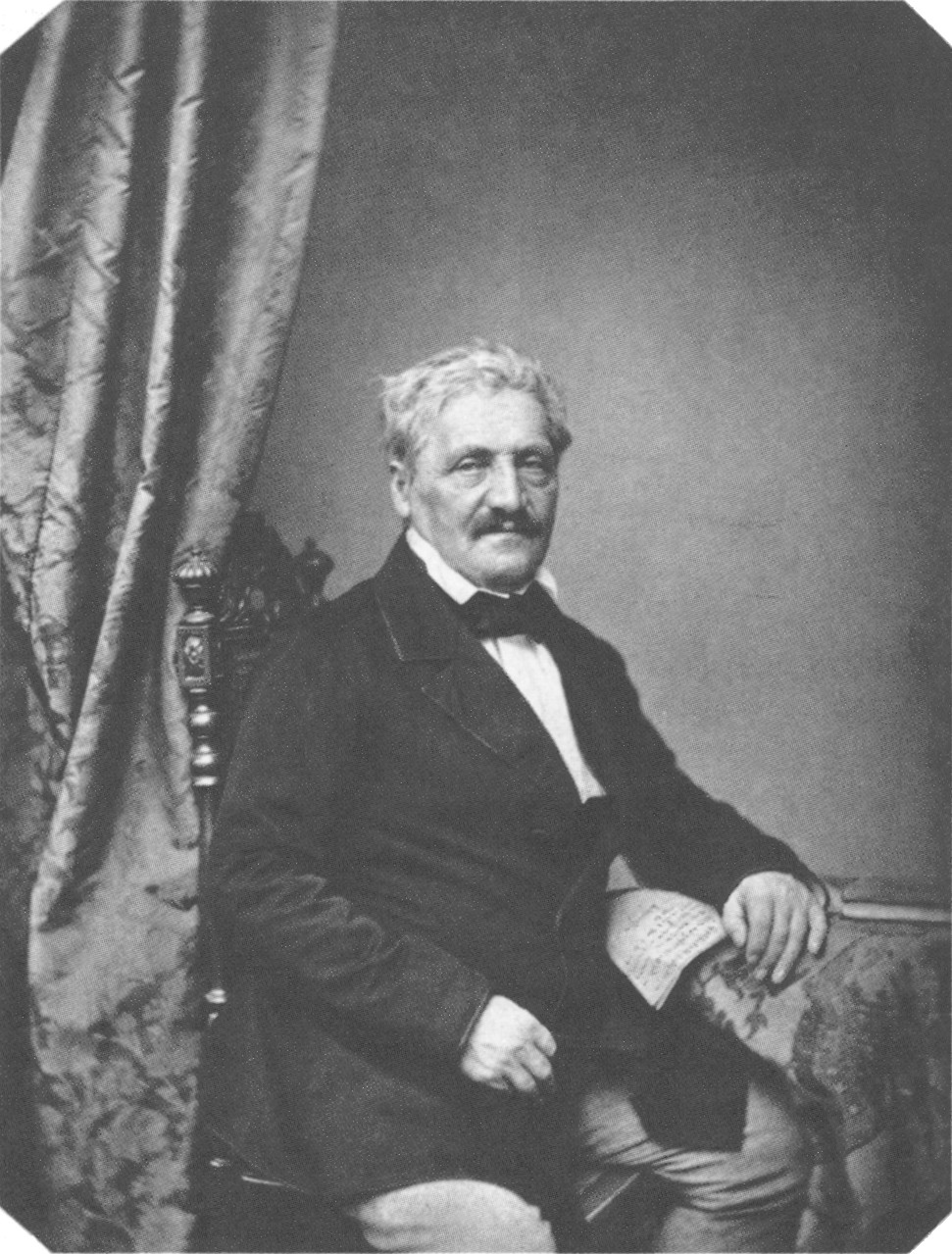
Jakob Philiipp Fallmerayer
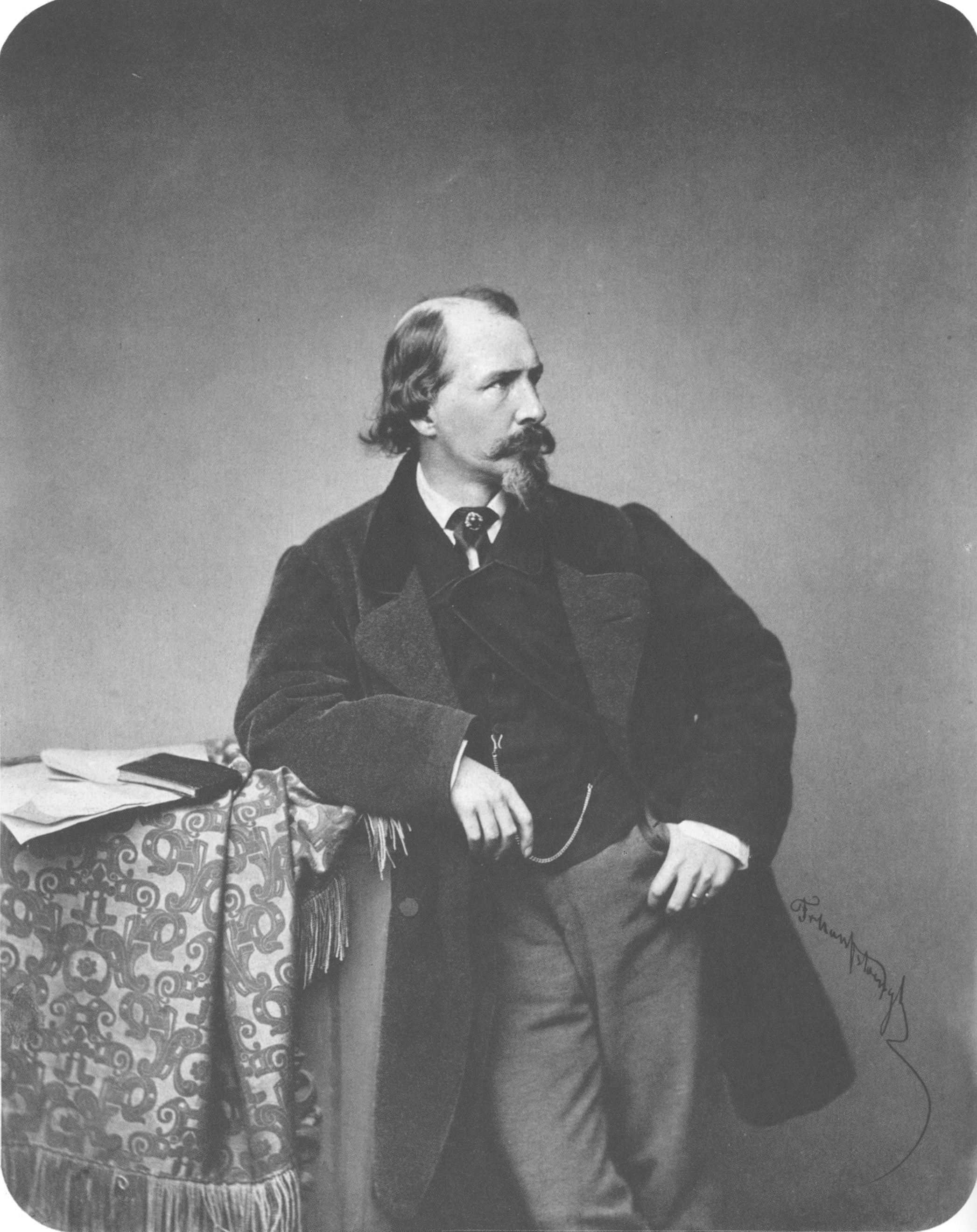
Emanuel Geibel
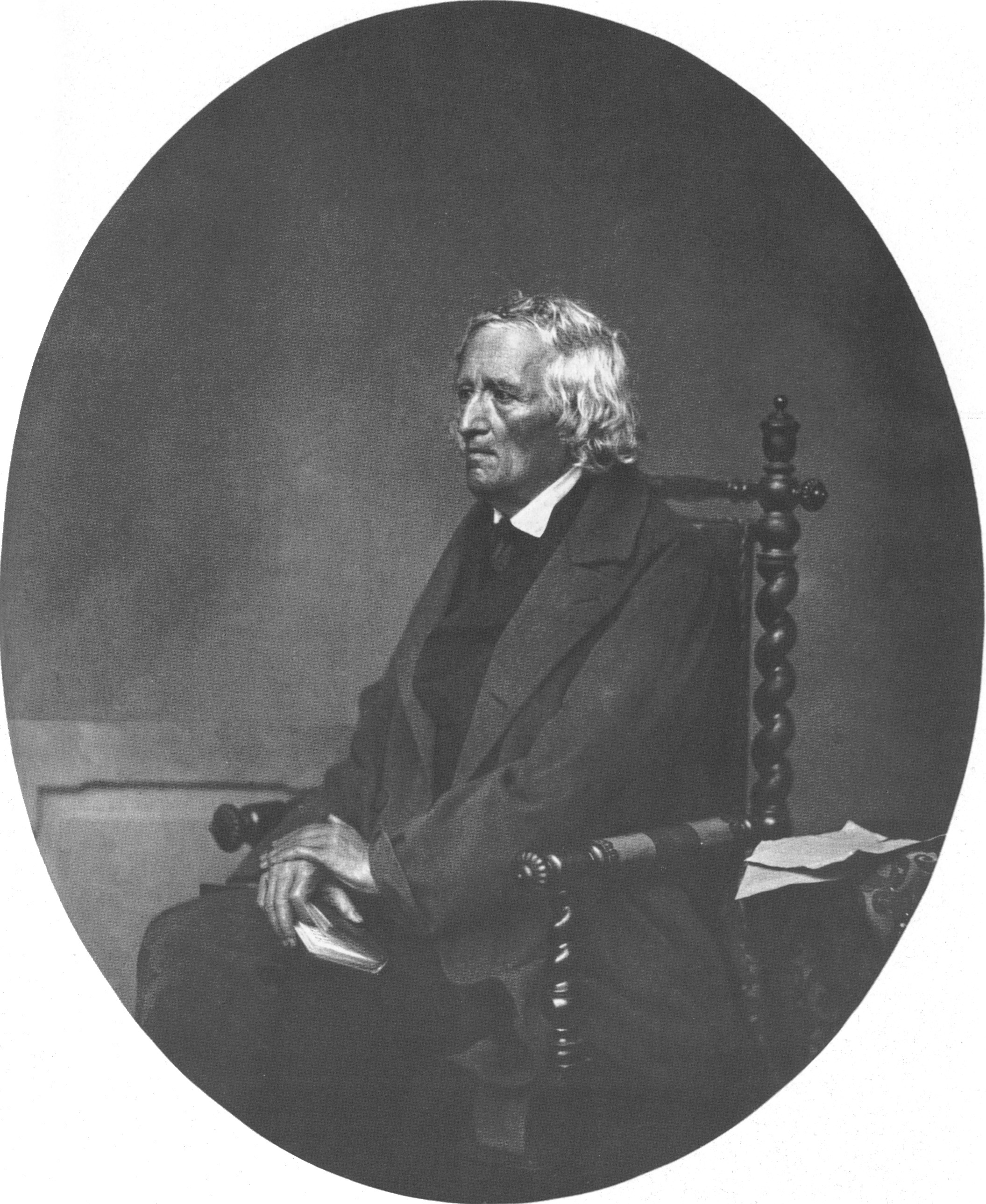
Jacob Grimm
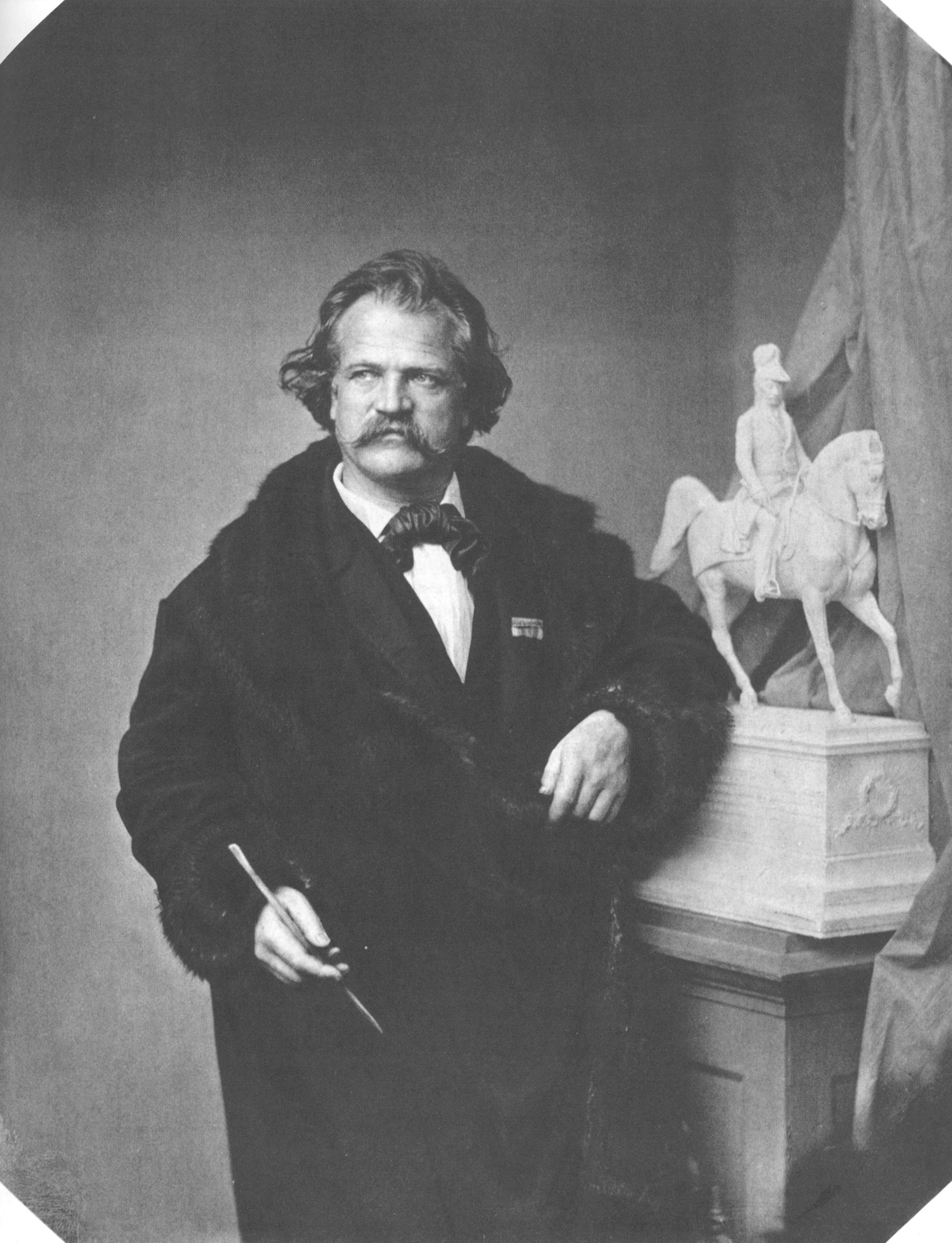
Johann Halbig
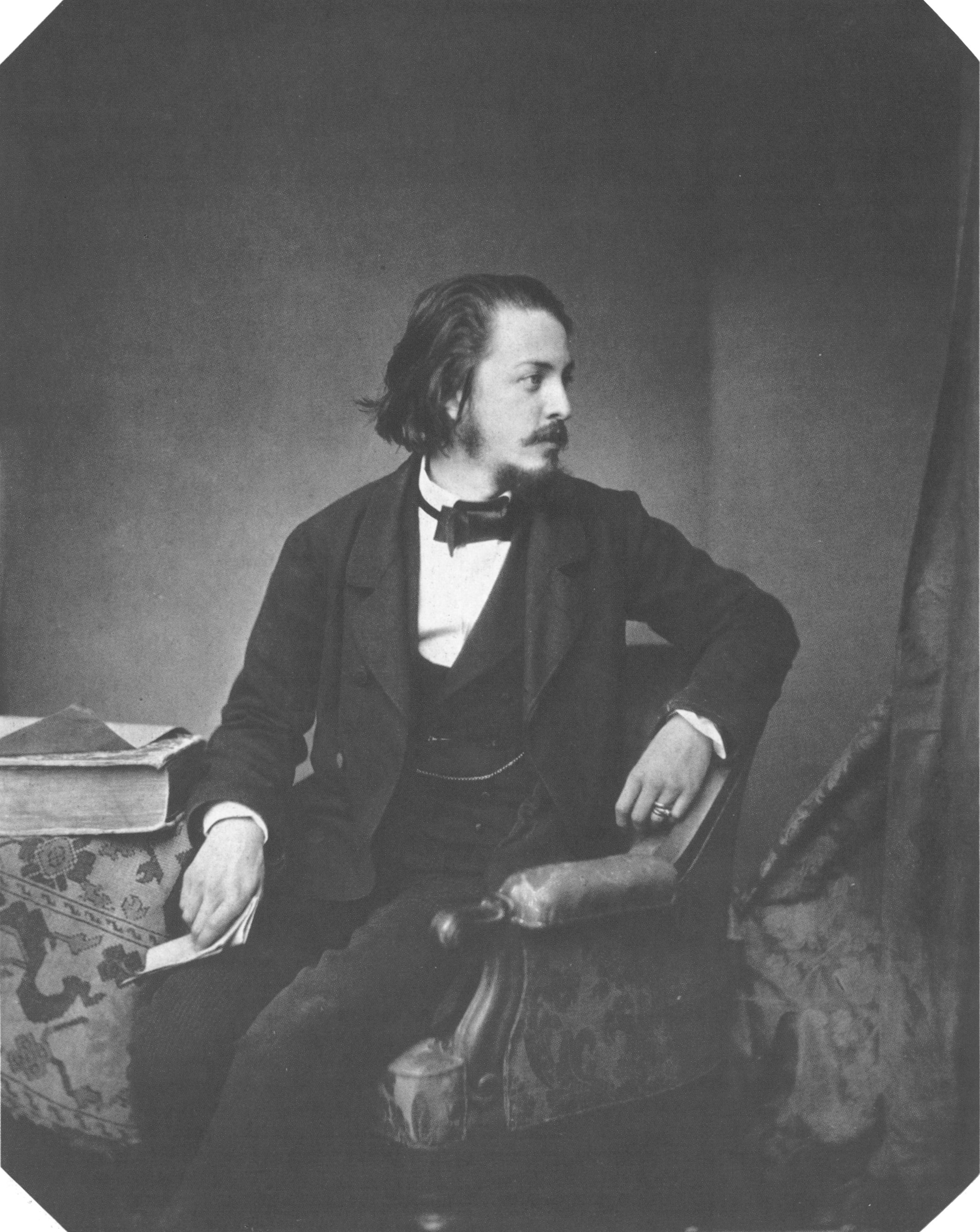
Paul Heyse
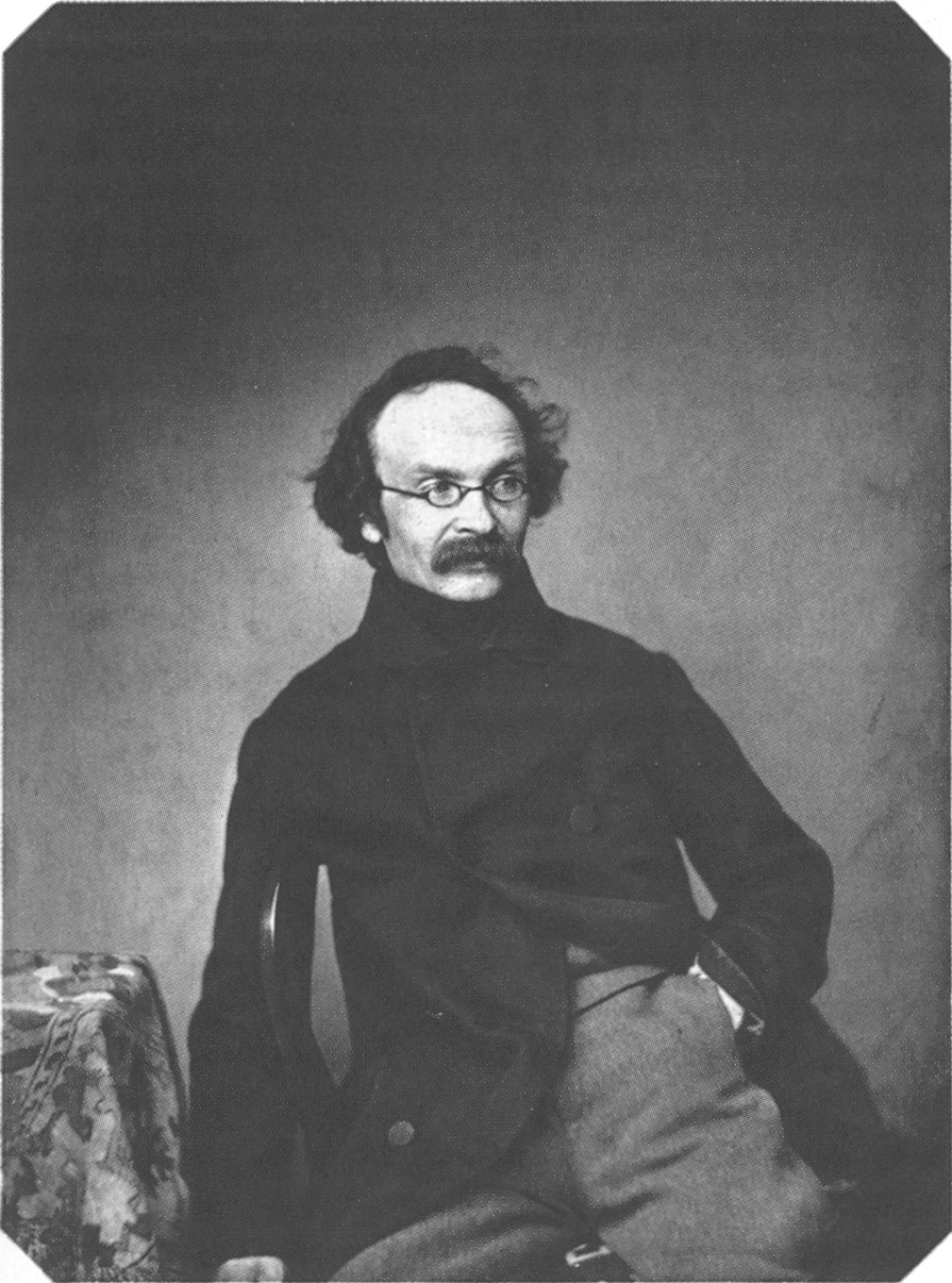
Kaspar Kaltenmoser